# Poděbrady
Poděbrady (tyska: Podiebrad) är en stad i Tjeckien vid Elbe cirka 50 km öster om Prag med 14 219 invånare (2016). Staden är bland annat känd för sina mineralvattenkällor och internatskola.
Miloš Forman, regissören av till exempel filmerna Hair, Gökboet, Amadeus och Man On The Moon studerade vid internatskolan som ung.